# Ligne Kintetsu Minami Osaka
La ligne Kintetsu Minami Osaka (近鉄南大阪線, Kintetsu Minami-Ōsaka-sen) est une ligne ferroviaire du réseau Kintetsu située dans les préfectures d'Osaka et Nara au Japon. Elle relie la gare d'Osaka-Abenobashi à Osaka à la gare de Kashiharajingu-mae à Kashihara. C'est une ligne avec un fort trafic de trains de banlieue, mais également avec des services touristiques vers Yoshino.

## Histoire
La première section de la ligne a été inaugurée le 24 mars 1898 entre Kashiwara et Furuichi par le chemin de fer de Kayō (河陽鉄道, Kayō Tetsudō). L'année suivante, le chemin de fer de Kanan (河南鉄道, Kanan Tetsudō) prend le contrôle de la ligne, avant de devenir le chemin de fer d'Osaka (大阪鉄道, Osaka Tetsudō). La ligne est prolongée en 1923 à Osaka-Tennōji (aujourd'hui Osaka-Abenobashi) et à Kashiharajingu-mae en 1929.
En 1940, la ligne est absorbée par la compagnie Kansai Express Railway (関西急行電鉄, Kansai Kyūkō Dentetsu), prédécesseur de l'actuelle Kintetsu.

## Caractéristiques

### Ligne
- Écartement : 1 067 mm
- Alimentation : 1 500 V par caténaire

### Interconnexions
La ligne a des services interconnectés avec :
- la ligne Kintetsu Nagano à Furuichi,
- la ligne Kintetsu Gose à Shakudo,
- la ligne Kintetsu Yoshino à Kashiharajingu-mae.

### Liste des gares

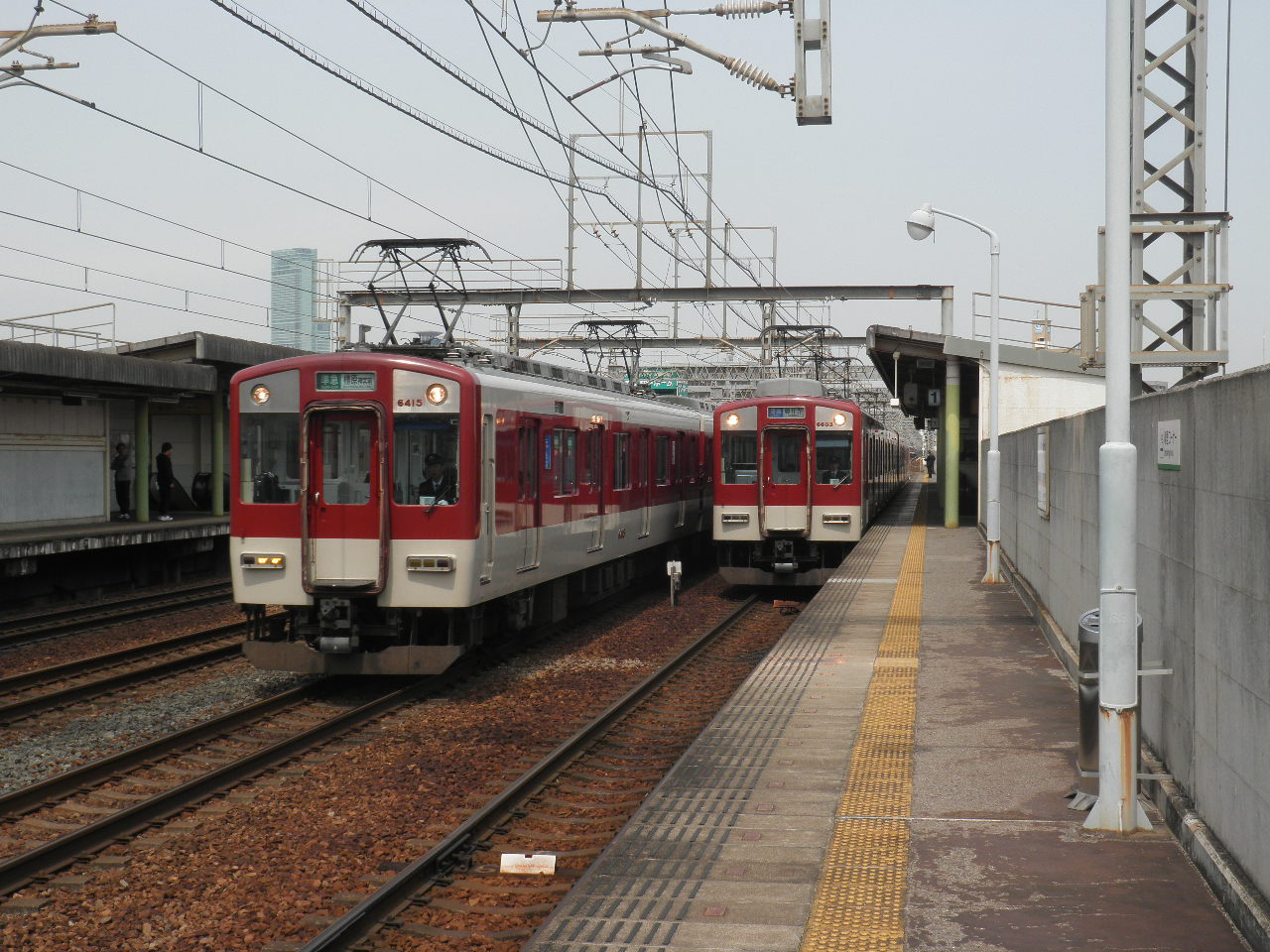
La ligne à Imagawa

La ligne comporte 28 gares numérotées de F01 à F27 et F42.
| Numéro | Gare                      | Nom japonais | Distance depuis Osaka-Abenobashi (km) | Correspondances | Localisation | Localisation       |
| ------ | ------------------------- | ------------ | ------------------------------------- | --- | ------------ | ------------------ |
| F01    | Osaka-Abenobashi          | 大阪阿部野橋 | 0                                     | JR West : Ligne circulaire d'Osaka, Hanwa, Yamatoji (à Tennoji) Métro d'Osaka : Midōsuji, Tanimachi (à Tennoji) Tramway d'Osaka : Uemachi | Osaka        | Préfecture d'Osaka |
| F02    | Koboreguchi               | 河堀口       | 1,0                                   | | Osaka        | Préfecture d'Osaka |
| F03    | Kita-Tanabe               | 北田辺       | 2,1                                   | | Osaka        | Préfecture d'Osaka |
| F04    | Imagawa                   | 今川         | 2,7                                   | | Osaka        | Préfecture d'Osaka |
| F05    | Harinakano                | 針中野       | 3,8                                   | | Osaka        | Préfecture d'Osaka |
| F06    | Yata                      | 矢田         | 5,1                                   | | Osaka        | Préfecture d'Osaka |
| F07    | Kawachi-Amami             | 河内天美     | 7,3                                   | | Matsubara    | Préfecture d'Osaka |
| F08    | Nunose                    | 布忍         | 8,3                                   | | Matsubara    | Préfecture d'Osaka |
| F09    | Takaminosato              | 高見ノ里     | 9,1                                   | | Matsubara    | Préfecture d'Osaka |
| F10    | Kawachi-Matsubara         | 河内松原     | 10,0                                  | | Matsubara    | Préfecture d'Osaka |
| F11    | Eganoshō                  | 恵我ノ荘     | 11,6                                  | | Habikino     | Préfecture d'Osaka |
| F12    | Takawashi                 | 高鷲         | 12,6                                  | | Habikino     | Préfecture d'Osaka |
| F13    | Fujiidera                 | 藤井寺       | 13,7                                  | | Fujiidera    | Préfecture d'Osaka |
| F14    | Hajinosato                | 土師ノ里     | 15,6                                  | | Fujiidera    | Préfecture d'Osaka |
| F15    | Dōmyōji                   | 道明寺       | 16,3                                  | Kintetsu : Domyoji | Fujiidera    | Préfecture d'Osaka |
| F16    | Furuichi                  | 古市         | 18,3                                  | Kintetsu : Nagano (interconnexion) | Habikino     | Préfecture d'Osaka |
| F17    | Komagatani                | 駒ヶ谷       | 20,0                                  | | Habikino     | Préfecture d'Osaka |
| F18    | Kaminotaishi              | 上ノ太子     | 22,0                                  | | Habikino     | Préfecture d'Osaka |
| F19    | Nijōzan (ja)              | 二上山       | 27,3                                  | | Kashiba      | Préfecture de Nara |
| F20    | Nijō-jinjaguchi           | 二上神社口   | 28,4                                  | | Katsuragi    | Préfecture de Nara |
| F21    | Taimadera                 | 当麻寺       | 30,4                                  | | Katsuragi    | Préfecture de Nara |
| F22    | Iwaki                     | 磐城         | 31,1                                  | | Katsuragi    | Préfecture de Nara |
| F23    | Shakudo                   | 尺土         | 32,3                                  | Kintetsu : Gose (interconnexion) | Katsuragi    | Préfecture de Nara |
| F24    | Takadashi                 | 高田市       | 34,2                                  | | Yamatotakada | Préfecture de Nara |
| F25    | Ukiana                    | 浮孔         | 35,6                                  | | Yamatotakada | Préfecture de Nara |
| F26    | Bōjō                      | 坊城         | 36,8                                  | | Kashihara    | Préfecture de Nara |
| F27    | Kashiharajingū-nishiguchi | 橿原神宮西口 | 38,5                                  | | Kashihara    | Préfecture de Nara |
| F42    | Kashiharajingu-mae        | 橿原神宮前   | 39,7                                  | Kintetsu : Yoshino (interconnexion), Kashihara                                                                                            | Kashihara    | Préfecture de Nara |